# Yochai Benkler

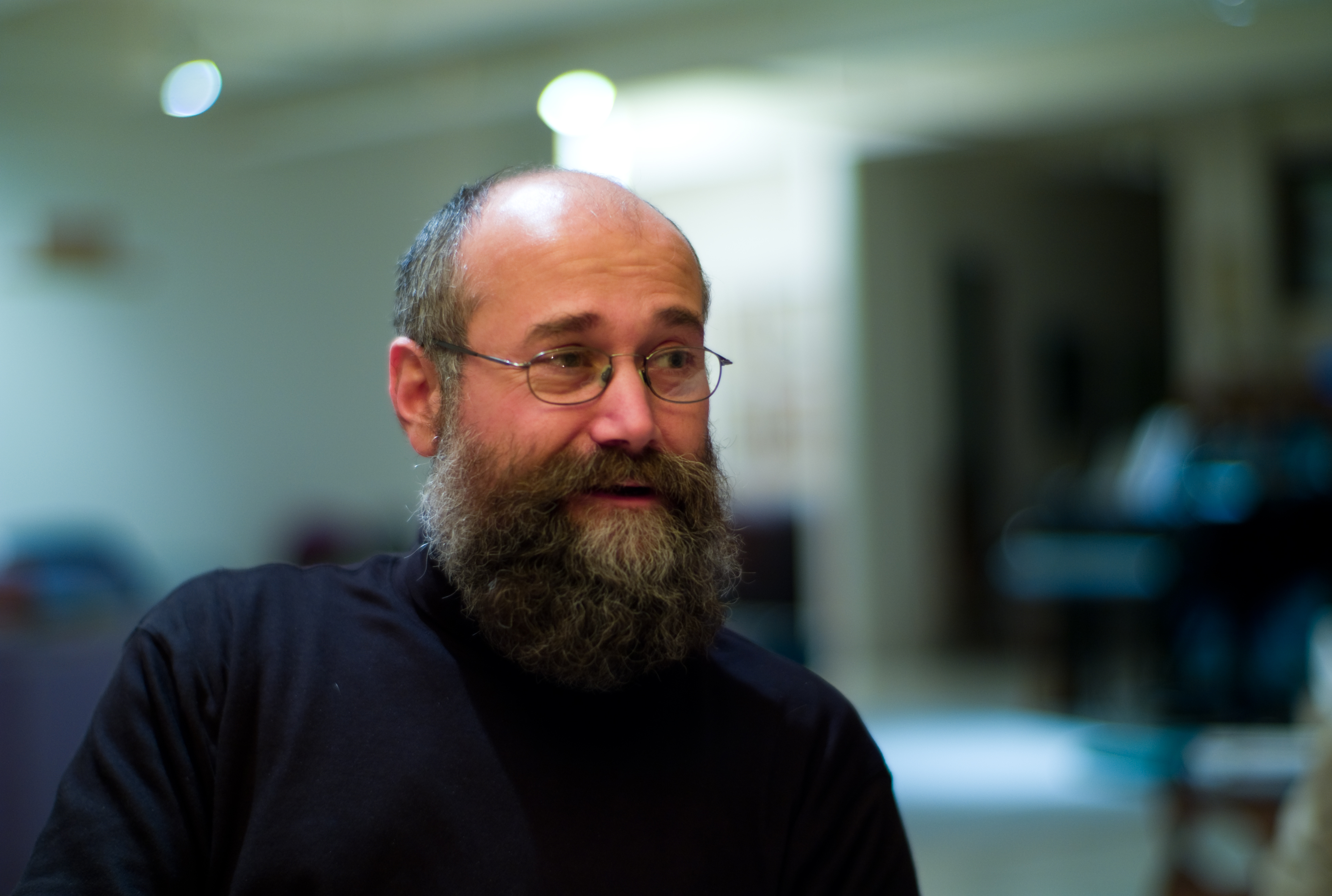
Yochai Benkler

Yochai Benkler, född 1964, är en israelisk-amerikansk juridikprofessor vid  Harvard Law School, specialiserad på kollegial produktion baserad på allmännytta.

## Biografi
Yochai Benkler var efter sin militärtjänst kassör på kibbutzen Shizafon i Israel. Han utbildade sig i juridik på Tel Avivs universitet med examen 1991. Han disputerade vid Harvard University 1994 och arbetade därefter 1994–1995 på advokatkontoret Ropes & Gray i Boston och 1995–1996 som assistent till Stephen Breyer, domare i USA:s högsta domstol i Washington D.C.. Han var professor på New York University:s juridiska fakultet 1996–2003, på Yale Law School 2003–2007 och har därefter varit verksam vid Harvard Universitys juridiska fakultet.
Yochai Benklers forskning har främst handlat om hur gemenskapsorganiserade projekt i nätverksmiljöer fungerar. Han har myntat begreppet "commons-based peer production" ("kollegial produktion baserad på allmännytta") för att beskriva samarbeten som grundas på att information delas av typ  fri och öppen programvara och Wikipedia. Han använder också begreppet "networked information economy" ("nätsammanhållen informationsekonomi") för att beskriva ett system av "produktion, distribution och konsumtion av informationsprodukter, vilka karaktäriseras av decentraliserat individuellt arbete som genomförs genom vitt spridda icke-kommersiella kanaler och utan att styras av en marknadsföringsstrategi." 
I boken The Wealth of Networks diskuterar Yochi Benkler hur informationsteknologi tillåter sådana former av brett potentiellt samarbete, som kan ha förändringskonsekvenser av betydelse för ekonomi och samhälle. Wikipedia, Creative Commons, öppen källkod och blogosfären är exempel på detta för Benkler, som också pekar på det möjliga i att en kultur med fritt informationsutbyte kan visa sig vara ekonomiskt mer effektivt än en, där innovationer låses in av patent- eller upphovsrättslagstiftning, eftersom marginalkostnaden för att reproducera merparten av informationen är försumbar.
Yochai Benkler har också myntat begreppet "jalt" på engelska, en sammandragning av jealousy (avundsjuka) och altruism, för att beskriva den dynamik som finns i en gemenskapsbaserad kollegial produktion, i vilken vissa bidragsgivare får betalt men andra inte.
I augusti 2011 var Yochai Benkler huvudtalare vid Wikimaniakonferensen i Haifa, i Israel, 2011.